# Gmina Bennezette

Położenie Gminy Bennezette w hrabstwie Butler

Gmina Bennezette (ang. Bennezette Township) – gmina w USA, w stanie Iowa, w hrabstwie Butler. Według danych z 2000 roku gmina miała 317 mieszkańców.